# Zahra Joya
Zahra Joya (en persa : زهرا جویا,) (provincia de Bamyan, 1992) es una galardonada periodista afgana de etnia hazara fundadora de Rukhshana Media, un medio de comunicación en persa e inglés que dirige desde el exilio.

## Trayectoria
Joya nació en 1992 en una pequeña aldea rural de una familia hazara de la provincia de Bamyan. Tenía cinco años cuando los talibanes tomaron el poder en Afganistán. De 1996 a 2001, prohibieron casi toda la educación de las niñas. Joya se vestía de niño y se hacía llamar Mohammed y caminaba junto a su joven tío durante dos horas todos los días para llegar a la escuela. En una entrevista con Angelina Jolie para TIME en 2022, afirmó que algunos hombres de su familia, incluido su padre, creían en los derechos de las mujeres. Después de que Estados Unidos y sus aliados invadieran Afganistán y derrocaran al gobierno talibán en 2001, pudo dejar el disfraz y matricularse en la facultad de derecho en Kabul, con la intención de seguir los pasos de su padre como fiscal. Conmovida por las historias no contadas de sus compañeras de clase, decidió convertirse en periodista, a pesar de las dificultades que entrañaba ser mujer reportera en Afganistán.
Joya trabajó como subdirectora de comunicación en el gobierno municipal de Kabul. A veces, era la única mujer entre sus colegas. Cuando lo comentó, le dijeron que las mujeres no tenían la capacidad o las habilidades necesarias para el trabajo. En diciembre de 2020 fundó Rukhshana Media, la primera agencia de noticias feminista del país motivada por la sugerencia de una amiga y por las respuestas de sus colegas masculinos sobre la falta de mujeres periodistas. El medio se llamó Rukhshana en honor a una joven de 19 años que fue lapidada por los talibanes en 2015 en la provincia de Ghor tras haber sido condenada a muerte por haberse fugado con un amante después de que su familia le hubiera concertado un matrimonio. El objetivo de Joya era sacar a la luz la realidad de la vida de las mujeres afganas con historias publicadas e informadas por mujeres periodistas locales, cubriendo temas como la violación y el matrimonio forzado. Estableció Rukhshana Media con sus propios ahorros, pero tuvo que poner en marcha una recaudación de fondos en Internet para mantener su actividad. Criticó a los talibanes e informó sobre su represión contra las funcionarias públicas en los meses previos a la retirada de las tropas estadounidenses y de sus aliados. En 2021, unos días antes de que el país cayera en manos de los talibanes, colaboró con The Guardian en la publicación del proyecto Women Report Afganistán, que informaba sobre la toma del poder por los talibanes. Joya y sus colegas recibieron varias amenazas por su labor periodística.
Debido a sus reportajes y a la larga persecución talibán de los hazaras, Joya se convirtió en objetivo de los talibanes. Temiendo por su vida, decidió huir del país. Recibió un aviso de evacuación del gobierno británico y fue trasladada en avión a Londres. Continúa dirigiendo Rukhshana Media en el exilio y permanece en contacto con su equipo, que le envía informes desde Afganistán en secreto. La mayoría de las periodistas afganas se vieron obligadas a dejar sus trabajos tras la toma del poder.

## Reconocimientos
En 2022, Joya fue una de las 12 mujeres nombradas Mujer del Año por Time. Fue reconocida por su labor periodística y entrevistada por Angelina Jolie.
Recibió el premio Change Maker Award 2022 de la Fundación Bill & Melinda Gates el 20 de septiembre de 2022.
Rukhshana Media obtuvo el premio Marie Colvin en los British Journalism Awards 2021.
En 2022, la Unió de Periodistes otorgó el Premio Llibertat d’Expressió 2022 a Rukshana Media.